# Kirurgija
Kirurgija je veja medicine, ki se ukvarja z operativnim zdravljenjem bolezni in poškodb. Zdravnik, ki je usposobljen za takšno delo, se imenuje kirurg.
Medicina je znanost in umetnost vzdrževanja in/ali restavriranja človeškega zdravja skozi študije, diagnoze in zdravljenja pacientov. Termin medicina je vzet iz latinskega izraza ars medicina, ki pomeni umetnost zdravljenja. Medicina je neposredno povezana z zdravstvenimi znanostmi in biomedicino. Dandanes se termin medicina nanaša na polja klinične medicine, zdravstvenih raziskav in kirurgije, pri tem pa pokriva tudi vse izzive bolezni in poškodb.
Kirurška posebnost je uporaba operativnega zdravljenja. Kirurgom ni treba samo odločiti kdaj je neka operacija potrebna temveč se tudi posvečajo ne-kirurškim spornim vprašanjem; sploh je to delo strokovnjakov na področju SICU.
Splošni izraz kirurgija ima veliko disciplin; med drugim splošno kirurgijo, travmatološko kirurgijo, kardiovaskularno kirurgijo, nevrokirurgijo, maksilofacialno kirurgijo, ortopedsko kirurgijo, otolaringologijo, plastično kirurgijo, onkološko kirurgijo, žilno kirurgijo in pa otroško kirurgijo. 

## Kirurške discipline
- abdominalna kirurgija
- nevrokirurgija
- onkološka kirurgija
- ortopedska kirurgija
- plastična kirurgija
- kardiovaskularna kirurgija
- otorinolaringologija
- žilna kirurgija
- otroška kirurgija
- ortopedska kirurgija
- splošna kirurgija
- travmatološka kirurgija
- maksilofacialna kirurgija
- urologija

## Kirurško usposabljanje
Kirurška specializacija traja večinoma še šest let po zaključeni medicinski fakulteti. Ker so po-raziskovalni študiji lahko zelo konkurenčni drug drugemu, veliko pripravnikov posveti dodatni dve leti raziskovanjem. Tako bo kirurški trening v nekaterih primerih končan šele desetletje po končani medicinski fakulteti. Poleg tega je le-ta lahko zelo težak in čas jemajoč; kirurški povprečni delovni teden traja približno 75 ur. Nekatere discipline kirurgije, kot je na primer nevrokirurgija, terjajo tudi podaljšan tedenski delovnik; tudi tja od 80 ur in do maksimalnih 88 ur. 
Veliko kirurških programov še vedno prekorači to delovno mejo. Poskusi omejitev teh ur so bolj ali manj neuspešni, saj je število bolnikov zelo veliko in le-ti potrebujejo stalno kirurško nego.